# Nghĩa trang Do Thái cổ, Cieszyn
Nghĩa trang Do Thái cổ là một trong hai nghĩa trang của người Do Thái ở Cieszyn, Ba Lan; cùng với Nghĩa trang Do Thái mới. Nằm trên đường Hażlaska 39, đây là nghĩa trang lâu đời nhất trong số các nghĩa trang trong vùng.
Khuôn viên xây dựng nghĩa trang được mua vào năm 1647 và kể từ đó thuộc về gia đình Singer. Năm 1785, nghĩa trang đã không còn là tài sản riêng và được bán cho cộng đồng Do Thái ở Cieszyn. Việc chôn cất cuối cùng tại nghĩa trang diễn ra vào năm 1928. Năm 1986, nghĩa trang đã được thêm vào sổ đăng ký di tích. Nghĩa trang hiện thuộc về Cộng đồng Do Thái ở Bielsko-Biała.
Tính đến năm 2009, nghĩa trang có hơn 1.500 ngôi mộ. Nghĩa trang có diện tích 1,9 ha và được bao quanh bởi một hàng rào bằng gạch. Các nhà chức trách địa phương cho rằng nghĩa trang được thành lập vào thời Trung cổ.

## Lịch sử

### Nghĩa trang riêng của gia đình Singer
Nguồn gốc của nghĩa trang liên quan đến Jacob Singer, người sáng lập ngôi nhà Do Thái lâu đời nhất và thường trú ở Cieszyn. Năm 1631, ông ký hợp đồng thuê nhà có tiêu đề "Thuê Cieszyn" với Công chúa Elizabeth Lucretia. Một bản thanh toán tiền vào ngày 23 tháng 4 năm 1647 đã biến ông ta thành một người thu thuế hoàng tử với nhiều đặc quyền, như tự do tuyên xưng đạo Do Thái và chấp nhận một phần nghĩa trang dành để chôn cất người quá cố trong gia đình Singer.

### Nghĩa trang thuộc sở hữu của thành phố
Vào ngày 31 tháng 3 năm 1785, Moses Hirschel Singer đã bán tài sản cho 88 gia đình Do Thái ở Cieszyn với giá 900 florin và nghĩa trang đã ngừng hoạt động. Nghĩa trang được mở rộng với một mảnh đất được mua từ Paul Płoszka vào năm 1802, và một phần đất được khai thác đã được mua từ mỏ đá vào năm 1836, khi nghĩa trang được mở rộng lần cuối cùng. Khoảng năm 1820, một bệnh viện dành cho người Do Thái nghèo được xây dựng tại nghĩa trang và vào năm 1830, nghĩa trang được bao quanh bởi một bức tường gạch. Vào nửa sau của thế kỷ 19, một nhà tang lễ, một căn hộ dành cho lính canh, chuồng ngựa và xe tang đã được xây dựng và vẫn còn tồn tại cho đến ngày nay. Tòa nhà là một món quà từ Emanuel A. Ziffer, một chuyên gia đường sắt Úc, và được dành riêng để tưởng nhớ cha mẹ của ông.